# صقريات الأشكال
صقريات الشكل (الاسم العلمي: Falconimorphae) هي فوق رتبة من الطيور.

## التصنيف
- الصقريات
  - البازينات
    - البازية